# Acord de Karađorđevo
L'Acord de Karađorđevo és un suposat pacte secret entre el president croat Franjo Tuđman i el president serbi Slobodan Milošević, després de les trobades que ambdós van mantenir a partir del març de 1991, i segons el qual haurien dissenyat la redistribució dels territoris de Bòsnia i Hercegovina entre Croàcia i Sèrbia, en detriment dels bosnians musulmans. Si bé les trobades i les converses es van produir, hi ha menys unanimitat en determinar si es va arribar a acords concrets.

## Context
Els primers dies de març de 1991 es van succeir els enfrontaments entre els independentistes croats i les forces federals de l'Exèrcit Popular Iugoslau (JNA). El 9 de març, el JNA defensava el Govern de Slobodan Milošević davant les protestes polítiques i disturbis a Belgrad. Aquests esdeveniments van propiciar una trobada entre Milosevic i el president croata, Franjo Tuđman, a la localitat sèrbia de Karađorđevo. Cap representant bosnià va participar en aquestes converses, que es van celebrar de forma bilateral entre serbis i croats. En el procés del Tribunal Penal Internacional per a l'antiga Iugoslàvia contra Milošević es va assenyalar com un fet, que:
| « | El 25 de març de 1991, Slobodan Milošević i Franjo Tuđman es van reunir a Karađorđevo i van discutir la partició de Bòsnia i Hercegovina entre Sèrbia i Croàcia. | » |
| — | |   |

 Més tard, el 1993, el polític croat Slaven Letica va recordar aquesta reunió, afirmant:
| « | ...va haver-hi diversos mapes sobre la taula. La idea era unificar els projectes sobre Bòsnia i Hercegovina, ja sigui per a dividir-la en 10 o 15 [sub]unitats, o en tres estats semi-independents. | » |
| — | |   |

 Després de Karađorđevo, Franjo Tudjman opinava que seria molt difícil per a Bòsnia poder sobreviure, i que els croats es farien càrrec de zones com Cazin, Velika Kladuša i Bihać. Tuđman va argumentar que Bòsnia i Hercegovina havia de formar part de la unitat federal croata, perquè estava vinculada històricament a Croàcia.
A finals d'abril de 1991 es va celebrar una segona reunió a Tikveš. S'especula si en aquestes reunions Tuđman es va convèncer que Sèrbia acceptaria la partició de Bòsnia i Hercegovina al llarg d'una frontera serbo-croata, concedint a Croàcia el territori fins a la frontera de l'antiga Banovina del període 1939-1941. No obstant això, després de les reunions, Milošević, en un discurs a Belgrad, va donar a conèixer els seus plans per a la incorporació d'un important àrea de Croàcia (la República Sèrbia de Krajina) en la nova Iugoslàvia, fet que xocava frontalment amb les aspiracions croates, i va donar lloc a l'inici de les hostilitats i el començament de la Guerra de la independència croata.